# 147 Protogeneia
147 Protogeneia este un asteroid din centura principală, descoperit pe 10 iulie 1875, de L. Schulhof.